# Dischistus niveicomatus
Dischistus niveicomatus är en tvåvingeart som först beskrevs av Austen 1937.  Dischistus niveicomatus ingår i släktet Dischistus och familjen svävflugor.
Artens utbredningsområde är Israel. Inga underarter finns listade i Catalogue of Life.